# Centrul Parteneriat pentru Egalitate
Centrul Parteneriat pentru Egalitate (CPE) este o cunoscută organizație neguvernamentală care activează în numele societății civile în România, în legătura cu diverse drepturi cetățenești. Acest ONG și-a început activitatea în 2002 și funcționează în baza actului normativ O.G. nr.26/2000. CPE deține o experiența de 16 ani de activitate prin dezvoltarea de  proiecte în domeniul egalității de șanse pentru femei și bărbați pe piață muncii, sănătate, educație, prevenirea violenței în familie și traficului de persoane.

### ORGANIZARE
În fruntea ONG-ului se află Irina Sorescu- reprezentant legal. Aceasta ocupă și funcția de președintă executivă; echipei i se alătură Livia Aninoșanu- directoare de programe, Dana Martis- expertă de gen, Georgiana Slobozeanu- consilieră juridică, Silvia Burcea- expertă de gen.

### OBIECTIVE
Cu sediul în București, fundația promovează „integrarea principiului egalității de șanse pentru femei și bărbați în politicile publice și practicile asociate, ca parte componentă a democrației și societății deschise.”  Pe parcursul anilor, și-au dezvoltat activitatea în cercetare, efectuarea de diverse campanii pe diferite teme de conștientizare și prevenire, informare și formare, „advocacy”. CPE se implică în trei mari domenii de activitate: muncă, învățământ și egalitatea de șanse.
Mai exact aceste domenii de activitate ale organizației vizează:
- Drepturile femeilor și egalitatea de gen:

• Prevenirea și combaterea discriminării de gen;

• Egalitatea de gen pe piața muncii;

• Integrarea egalității de gen în politici publice;

• Șanse egale de participare a femeilor și bărbaților la viața publică;

• Campanii de conștientizare în privința egalității de gen;

• Educație pentru egalitatea de gen;

- Cercetare și educație pe tematicile: gen, diversitate și drepturile omului;
- Prevenirea și combaterea violenței împotriva femeilor;
- Prevenirea și combaterea traficului de ființe umane;
- Sănătatea femeilor, drepturi sexuale și reproductive;
- Economie socială- proiectul Brutăria MamaPan Pâine cu maia, în cadrul căruia angajatele sunt mame singure și mame cu mai mult de doi copii, aflate în situații de dificultate.[5]

Pe plan național și internațional, Centrul Parteneriat pentru Egalitate este o organizație membră a mai multor structuri și organisme: International Gender Policy Network (IGPN), WAVE – Women Against Violence Europe; Împreună pentru sănătatea sânului; Rețeaua GEN a ONG-urilor care activează în promovarea egalității de gen; Rețeaua VIF a ONG-urilor implicate în programe de prevenire și combatere a violenței împotriva femeilor; Rețeaua Rupem Tăcerea a ONG-urilor; Coaliția Antidiscriminare; Comisia Națională în Domeniul Egalității de Șanse între Femei și Bărbați (CONES); Comisia pentru Egalitate de Șanse între Femei și Bărbați a Municipiului București.

### PROIECTE ȘI ACTIVITĂȚI
- 14 proiecte în domeniul educației; Exemple: -Fete, băieți- Toți diferiți, toți egali. Educația pentru egalitatea de gen[10]- 2003; -Ambasadori ai Europei[11]- 2005; -Educație mai bună pentru fete și băieți[12]-  2008.
- 19 proiecte pentru piața muncii; Exemple: -Împreună pentru combaterea discriminării pe piața muncii[13]- 2006; -Integrarea și promovarea femeilor pe piața muncii[14]- 2015.
- 6 proiecte pe trafic de persoane; Exemplu: Educarea tinerelor din Centrele de plasament în vederea diminuării gradului de vulnerabilitate la traficul de persoane[15]- 2004.
- 7 proiecte pe violență; Exemplu: STOP Violența Domestică![16]- 2013.
- 3 sănătate; Exemplu: Împreună pentru sănătatea sânului[17]- 2014-2016.
- 1 economie socială; Exemplu; Proiectul MamaPan- 2015- prezent.

Conform informațiilor și rapoartelor publicate pe pagina oficială, fundația CPE a întreprins până în anul 2016, 60 de publicații și 26 de cercetări utile în domeniile fundamentale promovate de fundație: educație, muncă, cultură, sănătate și egalitatea de șanse, disponibile online. CPE se implică activ și în ceea ce privește mass-media, prin publicarea de articole, comunicate de presă. 

### FINANȚARE
Centrul Parteneriat pentru Egalitate se finanțează în principal din resurse obținute pe proiecte POSDRU- Fondul Social European prin POSDRU, de la Fondul ONG- Granturile Spațiului Economic European- SEE 2009- 2014, de la diverse instituții europene și naționale: Comisia Europeană – Programul ISEC,  Comisia Europeană, CEE Trust - Fondul ONG, Guvernul Elveției - Fondul Tematic pentru Participarea Societății Civile, Fundația Soros Moldova, Ministerul Tineretului și Sportului, Administrația Fondului Cultural Național, în funcție de implicarea și activismul în domeniul respectiv al sponsorului, dar și de tematica proiectului. Iar din 2016, odată cu înființarea Brutăria MamaPan, CPE a beneficiat și de resurse proprii; care în 2016 au fost în valoare de 178.500 euro.